# Adolfo González
Adolfo González, född 27 september 1962, är en mexikansk bågskytt. Han deltog vid olympiska sommarspelen 1984, 1988 och 1996.